# História-mundo

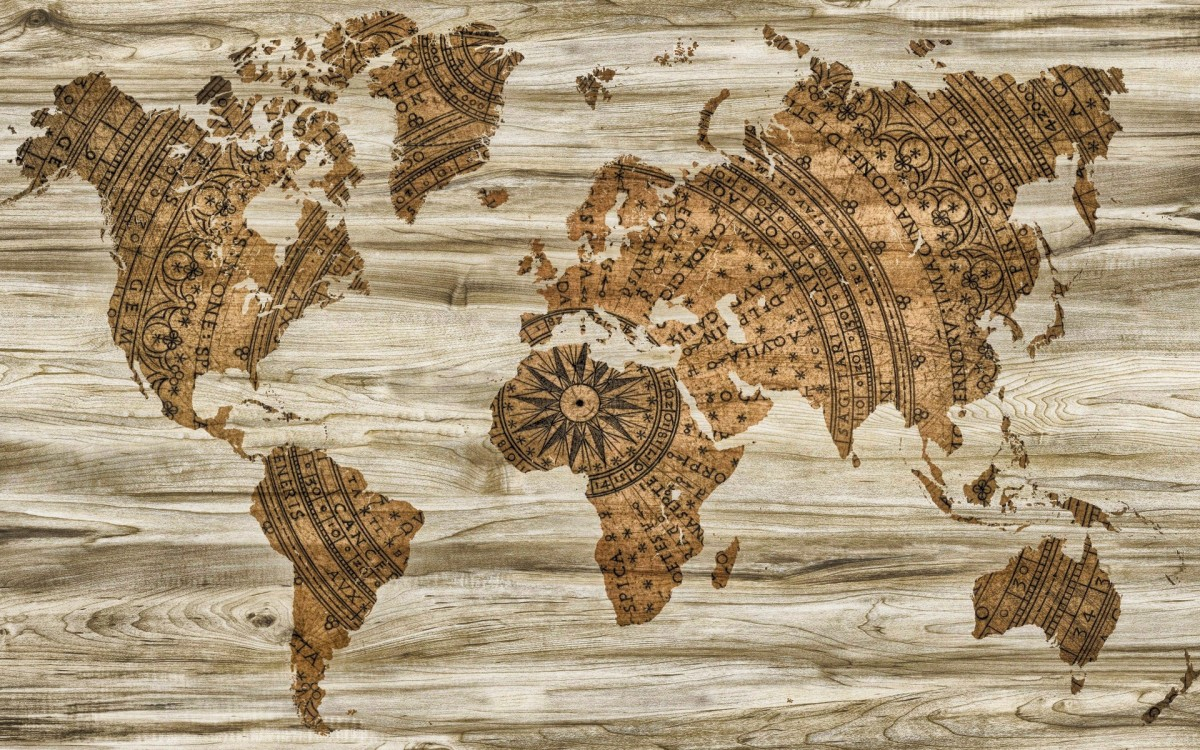
Mapa que representa o mundo e as inovações da modernidade.

A história-mundo ou história global desenvolveu-se com o intuito de escrever a história do mundo e de sua modernidade, incluindo seus episódios considerados mais relevantes, seja de cunho político, cultural, econômico ou social, a partir de longos espaços de tempo. Além de ser muitas vezes factual, a história-mundo busca analisar os eventos mundiais através de uma perspectiva ocidental para compreender a ascensão do ocidente, ainda que nas suas relações com as periferias.
 A chamada história-mundo pode ser encontrada já no século  XIX nos estudos de Hegel sobre da filosofia da história. O termo aparece em diversos de seus trabalhos, como em Lectures on the Philosophy of World History e Filosofia da História. Ao sustentar a importância de estudar a história mundial, Hegel caracterizou-a como tendo seu início na Ásia e seu fim na Europa, continente entendido por ele como provido do domínio da razão. Se torna evidente a perspectiva do que foi mais tarde chamado de eurocentrismo na filosofia hegeliana ao tratar da história-mundo a partir do caracterização do ocidente cristão-germânico como o caminho a ser seguido para o alcance do progresso das civilizações.
No século  XX, após as duas Guerras Mundiais, os estudos na areá da história-mundo começaram a emergir em profusão e trabalhos como The Rise of The West: A history of the Human Community, de William H. McNeill, passaram a impulsionar as produções acadêmicas na área. Ao tentar narrar o avanço do ocidente através da longa duração, o livro caracteriza a metodologia utilizada pela história-mundo, abordando desde a história Antiga do Oriente Médio em 500 a.c., perpassando pela história da América espanhola, do Brasil, China e Japão e  chegando nos acontecimentos do mundo ocidental dos séculos XVIII e XX. Mais tarde, a década de 1960 marca o auge das discussões acadêmicas  acerca da história-mundo, com influências de trabalhos como os de David Thomson, Historia mundial desde 1914 até 1950. Após a década de 1990, discussões acerca da história-mundo já haviam conseguido desenvolver seus centros de pesquisa e organizações, como exemplo a World History Association, no Hawaí, que desenvolveu o Journal of World History, e a Network of Global and World History Organizations, na Universidade de Cambridge.

## Origem
O mundo contemporâneo do século  XX presenciou diversas mudanças sociais, políticas e econômicas que incentivaram a historiografia a desenvolver novas abordagens epistemológicas, preocupações e problemas que respondessem aos diversos fenômenos que surgiam, superando formas passadas de escrita da história. Em paralelo às novas preocupações historiográficas, manifestou-se a necessidade de descentralização da escrita da História. Segundo a historiadora Natalie Zemon Davis a descentralização da História deve ser uma postura necessária ao historiador pois ela não se restringisse às narrativas de grupos dominantes, permitindo que diversos passados históricos sejam representados e ouvidos, dando vozes a diferentes sujeitos, de diferentes espaços e grupos socioculturais. A descentralização da escrita da história começou a ser explorada principalmente após a Primeira Guerra Mundial, caracterizada por Davis como a primeira onda social na qual sujeitos de classes exploradas e marginalizadas começaram a adquirir protagonismo na escrita da História. Uma segunda onda social teria acontecido na década de 1960 com a emergência das discussões acerca da história das mulheres e, consequentemente, dos estudos de gênero, incorporando também esses outros sujeitos à narrativa histórica.
O processo de globalização que caracterizou o século  XX fez emergir novas discussões nas ciências sociais e na historiografia, sobretudo ligadas a novos métodos e categorias de análise que pudessem abranger uma história-mundo,  que fosse capazes de abandonar o viés generalizador eurocêntrico e etnocêntrico, levando em consideração as possíveis interações e conexões dos diferentes espaços. Como consequência da globalização e do avanço tecnológico presente nas últimas décadas do século em questão, ocorreu a sensação de aproximação dos espaços geográficos.  O fim da chamada Guerra Fria, a queda do Muro de Berlim e o desmantelamento da União Soviética foram considerados marcos para o surgimento e crescimento de novas abordagens historiográficas. Segundo o historiador Georg Iggers, o fim da década de 1980 travou novas novas condições de vida, havendo a demanda por abordagens historiográficas que dessem conta de todos estes novos fenômenos. É neste contexto que surge a institucionalização da chamada história global com o intuito de considerar o fenômeno da globalização para entendimento do presente.

## Estabelecimento do campo

### América Latina
O estabelecimento programático da história global na América Latina se deu no século  XXI, a partir dos estudos desenvolvidos pelo colombiano Hugo Fazio Vengoa, que buscam entender o fenômeno da globalização através de uma consciência cosmopolita global. Em 2014, o argentino Diego Olstein trouxe novas possibilidades metodológicas para o campo ao propor que a escrita global deve ser pensada a partir da utilização de 4Cs: conectar, comparar, conceituar e contextualizar.
Em 2013 foi criada a Red Historia Global, originária da iniciativa de um grupo de historiadores latino-americanos dedicados a refletir sobre os estudos globais no continente. Associada a Network of Global and World History Organisations, a Red Historia Global estimulou a criação de eventos e congressos na América Latina, em especial o Colóquio Internacional Latinoamérica y la Historia Global, evento que ocorreu em Buenos Aires. O evento congregou discussões a respeito das metodologias e das formas de escrita da história global e contou com a presença de pesquisadores como Patrick Manning, Eduardo Zimmerman, Sandra Kuntz Ficker e Diego Olstein.

### Brasil
No Brasil, o debate sobre história global ainda é recente e encontra-se em constante crescimento nos últimos anos. Em 2014, em parceria com a Red Historia Global, o Centro de Pesquisa e Documentação de História Contemporânea do Brasil (CPDOC) organizou o evento Global History Conference, no Rio de Janeiro. Além disso, houve a criação de laboratórios e centros de estudos, como o Laboratório de Estudos sobre o Brasil e o Sistema Mundial (Labmundi), da Universidade de São Paulo (USP), no intuito de reunir pesquisadores, professores e alunos e possibilitar o debate acerca das conexões do Brasil no sistema-mundo moderno. Em 2015, a Associação Nacional de História (Anpuh) organizou o primeiro Simpósio Temático inserido nas discussões teórico-metodológicas sobre história global. Além de o campo já ter conquistado espaço em eventos acadêmicos, destaca-se também alguns dossiês publicados acerca do tema, como “O Brasil na história global”, realizado pela Revista Brasileira de História. Recentemente, no ano de 2017, foi fundado na Universidade Federal de Santa Catarina (UFSC), o primeiro Programa de Pós-graduação em História do país com área de concentração em história global. Esta nova iniciativa vêm promovendo maneiras de se pensar a prática da história global, seus desafios e perspectivas, possibilitando a criação de disciplinas acadêmicas, palestras, seminários e minicursos que discutam a área.

### Estados Unidos
A relevância das diversas produções acadêmicas de autores estadunidenses e centros de pesquisas dos Estados Unidos deve ser considerada no processo de estabelecimento da área na década de 1990. Ressalta-se a influência do pensamento do sociólogo Immanuel Wallerstein, considerado como percursor do campo nos Estados Unidos com sua obra O sistema mundial moderno, publicada em 1974. Ao introduzir o conceito de sistema-mundo, o autor desenvolveu métodos de reflexão acerca das concepções globais que emergiam na História e nas ciências sociais no século  XIX. Sua abordagem passava pelo exame das relações desiguais da descolonização em escala global a partir dos conceitos de centro, periferia e semi-periferia.
Em 1993, Bruce Mazlish e Ralph Buultjens lançaram Conceptualizing Global History no intuito de ampliar os objetos da pesquisa histórica, pensando em novos temas e perspectivas historiográficas que evitassem as metodologias nacionalistas e eurocêntricas. O livro foi um dos pioneiros no campo da história global em âmbito estadunidense, desenvolvendo aportes teórico-metodológicos para o início desta área de estudos históricos. Em 2008, outro trabalho marcou o campo nos Estados Unidos, A Global History of Modern Historiography, de Georg Iggers, aborda a história global a partir de um viés das interações entre os espaços.  A historiadora norte-americana Natalie Zemon Davis também contribuiu significativamente para o estabelecimento do campo, principalmente ao pensar na descentralização da história, que busca dar a mesma voz aos diferentes sujeitos históricos. No desenvolvimento do campo historiográfico estadunidense também ressalta-se a obra de Kenneth R. Curtis e Jerry H. Bentley intitulada Architects of World History, que apresenta um levantamento das discussões do campo, apontando a existência de diversos historiadores globais, seus legados e suas motivação na escrita da História a partir de um enfoque global.

### França
As discussões historiográficas da França do início do século  XX trouxeram diversos aportes teóricos e metodológicos, que sustentaram a ascensão do campo da história global anos mais tarde. Estas influências dizem respeito aos estudos da segunda geração da Escola dos Annales, os quais trouxeram novas preocupações historiográficas relacionadas às noções de tempo histórico, das conjunturas, dos espaços geográficos e dos acontecimentos, pensados na perspectiva da história total, ou seja, de fazer um estudo completo dos problemas históricos. Dentre os estudiosos desta geração, destacam-se as contribuições de Fernand Braudel, principalmente com o clássico O Mediterrâneo e o mundo mediterrâneo na Era de Philip II. Nele Braudel definiu o tempo histórico como uma mistura entre o tempo geográfico, tempo social e tempo individual, pensando nos acontecimentos históricos na perspectiva da chamada longa duração. Explorando também a experiência histórica brasileira sob uma perspectiva global, Braudel demonstrou a relevância de escrever a história para além dos conceitos de fronteira e de nações, destacando as possibilidades de interações humanas e ambientais. A historiografia produzida pelos Annales permitiu aos historiadores e historiadoras pensar nas correlações humanas em diversos contextos.
A história global se estabelece como campo de estudos na França sobretudo a partir da publicação do dossiê "Uma História em Escala Global" lançado na Revista dos Annales, no ano de 2001. Este dossiê englobou trabalhos dos historiadores Sanjay Subrahmanyam, Serge Gruzinski e Roger Chartier, trazendo as discussões acerca da temática global para o âmbito acadêmico francês. Em 2007, outro dossiê intitulado "História Global, Histórias Conectadas" é publicado pela revista Revue d'Histoire Moderne et Contemporaine, repensando sobretudo as formas metodológicas das conexões do mundo global.  Em 2013, as discussões acerca do campo efervesciam, e é neste contexto que Sanjay Subrahmanyam realiza a aula inaugural no Collège de France, buscando desvendar as origens da história global através de um levantamento de várias histórias relatadas desde a Antiguidade, perpassando por diferentes espaços do globo . O debate travado nas instituições acadêmicas francesas impulsionaram as discussões e publicações sobre história global, confirmando a atenção dada pela historiografia às questões como as escalas regionais, globais e o estudo das conexões sociais. Também cabe destacar o livro dirigido por Patrick Boucheron Histoire mondiale de la France (História global da França) que traz a polêmica proposta de se analisar a história francesa por meio de elementos que vêm do mundo todo e que são visíveis na vida francesa apesar de não serem considerados franceses.

### Inglaterra
Os estudos pós-coloniais, iniciados na Inglaterra em meio ao século  XX buscaram uma perspectiva de descentralização da história nacionalista, tentando afastar-se das perspectivas eurocêntricas que caracterizaram a historiografia até então, atuando com forte influência na constituição das ideias que viriam a caracterizar a história global alguns anos mais tarde. A relevância dos estudos ingleses para o campo parte também das contribuições historiográficas de dois autores em questão: David Armitage e Maxine Berg.[carece de fontes?]
Ao publicar The Declaration of Independence: A Global History, Armitage traz a perspetiva global para narrar a independência americana, desenvolvendo metodologias próprias para o campo. No ano de 2015, o autor publicou o livro History Manifesto, que destaca os desafios encontrados pela historiografia atual, a relação dos espaços e dos tempos históricos, apropriando-se do conceito braudeliano de longa duração em uma ótica das conexões globais.
Maxine Berg, no livro Writing the History of the Global, publicado em 2013, realiza uma profunda discussão teórico-metodológica sobre diversos aspectos do campo da história global. Contando com a participação de diversos autores, a obra trata de variados temas que tratam do desenvolvimento da historiografia sob uma perspectiva global, com atenção especial aos desafios e críticas à área, a questão regional na perspectiva global, os métodos comparativos e as categorias de escala.

### Trinidad e Tobago
As obras dos historiadores de Trindade e Tobago, Cyril Lionel Robert James e Eric Williams são exemplos de produções historiográficas relevantes para o campo produzidos pela historiografia caribenha. Ambos os historiadores trinitários são vistos como percursores da história global por relacionarem a constituição do capitalismo e do imperialismo europeu sobretudo com o sistema de escravização dos africanos nas Américas.
No livro Os jacobinos negros, Cyril Lionel Robert James tratou da escravidão negra no Caribe, abordando a perspectiva das relações caribenhas com os impérios coloniais francês e britânico. Ao demonstrar que os embates relacionados à escravidão no Caribe eram sustentados pelo sistema colonial e imperial europeu, a obra foi precursora no campo por conectar a história caribenha com perspectivas históricas que não se restringiram ao seus próprios espaços, unificando diversos processos econômicos, sociais e políticos originários do hemisfério ocidental.
Com o livro Capitalismo e escravidão, Eric Williams obteve destaque no campo da história global por trazer novas abordagens acerca do assunto, onde a influência da obra de Cyril James é bastante perceptível. Eric Williams conectou processos ainda mais amplos para explicar a estrutura da escravidão negra do Império Britânico no Caribe e os agentes, principalmente econômicos, relacionados à abolição do tráfico transatlântico de escravos. A obra demonstrou a possibilidade de se desvelar processos históricos amplos, indo além do hemisfério ocidental ao abordar, por exemplo, a relação entre a relevância econômica da Índia Oriental para a Inglaterra e suas forças capitalistas.

## Diferenças conceituais

### História global e História universal
O conceito de história universal marcou o modo como a humanidade se relacionou com a História e suas concepções de espaço e tempo. Sua primeira formulação aconteceu no século II a.C. nas Histórias de Políbio. Compreendendo quarenta volumes, as Histórias buscaram esclarecer a forma pela qual o todo o mundo conhecido até aquele período foi subjugado por Roma. A perspectiva unificadora da história caracterizou essa primeira história universal, principalmente ao se empenhar em traçar uma perspectiva acerca da unificação política do mundo. Também no século II a.C., o historiador chinês Sima Qian explorou a possibilidade de trazer diferentes vozes e perspectivas históricas ao  narrar um período que compreendeu quase dois mil anos da História da China. Essa perspectiva polifônica possibilitou aportes para que se pudesse pensar as diferentes origens da história universal. Exemplos de história universal também podem ser localizados na Idade Média, principalmente vinculados às narrativas que tentaram abranger e representar mais de um passado histórico.
A história universal também caracterizou o modo pelo qual a Europa se relacionou com a História no século  XX através da universalização dos passados e feitos históricos das nações. Pautada principalmente pela ideia do progresso histórico, foi regida pelo futuro . Também, categorizou diversas nações em detrimento de outras, compreendendo os passados históricos a partir da perspectiva europeia. Assim, a história universal, que marcou a escrita da história nos séculos XVIII e XIX na Europa, caracterizou-se por seu caráter etnocêntrico e eurocêntrico, ao propor escrever a história do mundo sob uma perspectiva universalizante. A história global, por sua vez, embora também objetive abordar diversas histórias do mundo em diálogo, se afasta dos nacionalismos históricos, visando inclusive superá-los. Dessa forma, a história global diverge da história universal em diversos sentidos, podendo ser considerada inclusive como uma alternativa à segunda. A história global preza por uma história descentralizada com relação à Europa, ao mesmo tempo em que não classifica nenhum passado em detrimento de outro. A história universal exerce sua narrativa através de uma perspectiva totalizante, diferente da perspectiva global, a qual dá importância à reflexão do local, mesmo que em suas relações com o global.

### História global e História-mundo
Abordagens historiográficas capazes de ir além de passados históricos europeus vêm sendo pensadas há séculos. As categorias história-mundo e história global, por exemplo, desenvolveram-se no sentido de incentivar uma escrita da História capaz de abranger diversos espaços do globo para além das fronteiras europeias. Porém, as duas abordagens divergem entre si, principalmente no que diz respeito às suas características conceituais e metodológicas, obtendo atualmente suas próprias problemáticas, áreas, núcleos de pesquisas, revistas, associações e centros historiográficos nos diversos espaços acadêmicos.
 A chamada história-mundo pode ser encontrada já no século  XIX nos estudos de Hegel sobre da filosofia da história. Ao sustentar a importância de estudar a história mundial, Hegel caracterizou-a como tendo seu início na Ásia e seu fim na Europa, continente entendido por ele como provido do domínio da razão. Se torna evidente a perspectiva do que foi mais tarde chamado de eurocentrismo na filosofia hegeliana ao tratar da história-mundo a partir do caracterização do ocidente cristão-germânico como o caminho a ser seguido para o alcance do progresso das civilizações.
A história-mundo desenvolveu-se com o intuito de escrever a história do mundo e de sua modernidade, incluindo seus episódios considerados mais relevantes, seja de cunho político, cultural, econômico ou social, a partir de longos espaços de tempo. Além de ser muitas vezes factual, a história-mundo busca analisar os eventos mundiais através de uma perspectiva ocidental para compreender a ascensão do ocidente, ainda que nas suas relações com as periferias. Já a história global, a qual se estabeleceu como categoria na década de 1990 influenciada pelo fenômeno da globalização mundial, escreve a história dos países do globo a partir de um viés que busca abranger as categorias de análise para além do Estado-nação, distanciando-se da perspectiva eurocêntrica. Outra diferença entre as duas categorias diz respeito às suas metodologias. A história-mundo se interessa pela perspectiva de inclusão dos países do mundo a partir de um viés comparativo, porém não analisa as interações espaciais sob a perspectiva das conexões, como faz a história global.

### História global e Histórias conectadas
O ramo dos estudos históricos denominado histórias conectadas apareceu pela primeira vez em meados na década de 1990, a partir das contribuições do historiador indiano Sanjay Subrahmanyam, sobretudo após seu trabalho intitulado Connected Histories: Notes towards a Reconfiguration of Early Modern Eurasia. Este conceito surgiu como uma alternativa à chamada história comparada, método que consiste em analisar uma mesma problemática a partir de objetos de análise distintos. Segundo Sanjay Subarahmanyan, o método histórico comparativo não seria capaz de abranger todas as especificidades sócio-políticas para além das fronteiras dos espaços geográficos. Desta forma, as histórias conectadas apareceriam como capazes de estabelecer conexões em diversas proporções espaciais, como entre o local e o regional e entre o chamado supra-regional. 
O avanço da globalização e o estabelecimento de novas manifestações econômicas, sócio-políticas e culturais, ajudou a impulsionar uma nova historiografia descentralizada, motivos que levaram ao desenvolvimento da noção de histórias conectadas, inseridas na perspectiva da história global. Através delas, busca-se desenvolver uma historiografia que produza suas reflexões para além da história dos Estados-nação, esquivando-se de uma tradição historiográfica pautada no eurocentrismo e no etnocentrismo, e, consequentemente, afastando-se cada vez mais das concepções teleológicas da história universal. As histórias conectadas abrem, assim, possibilidades de desconstrução de estereótipos históricos que foram consolidados por muitas das narrativas que as antecederam, ligadas principalmente ao eurocentrismo perpetuado pelos Estados nacionais modernos. Além disso, esta metodologia surge como uma maneira de resgatar diferentes passados que foram negligenciados pelas historiografias nacionais, sendo necessária as conexões internacionais e, mais ainda, intercontinentais entre os objetos de análise . 
As congruências entre a abordagem das histórias conectadas e da história global são perceptíveis visto que ambas surgem como alternativas à historiografia nacionalista, eurocêntrica e ocidentalizada, alargando os objetos e as metodologias de análise histórica. Embora haja divergências teóricas entre as fronteiras entre as histórias conectadas e a história global, muitos autores afirmam que a diferença principal esta na escala da análise. Segundo Romain Bertrand, as histórias conectadas, ao estabelecerem suas interações levando em conta as subjetividades dos sujeitos, não dariam conta da categoria global em interação com o local, por exemplo, característica presente no método da história global.

## Temas centrais

### Centro e periferia
Desde a institucionalização do campo da história global na década de 1990, inúmeros debates em torno das interações entre os espaços globais vêm sendo traçados. Análises sobre as relações de influência entre as esferas local e o global foram elaboradas, possibilitando ao historiador refletir mais profundamente sobre as inter-relações entre as categorias de análise chamadas centro e periferia. O dualismo entre centro e periferia é fundamentado a partir do desenvolvimentismo econômico, inserido na lógica do capitalismo moderno. Assim, os chamados centros são equivalentes aos espaços capitalistas avançados, enquanto as periferias são vistas como espaços marginalizados considerados atrasados em relação à economia capitalista moderna. A delimitação das economias que podem ser consideradas centrais e periféricas parte de um pressuposto de que seus desenvolvimentos econômicos seguem um sentido desigual, em que o crescimento do centro visa influenciar e acentuar o atraso e o considerado subdesenvolvimento da periferia.
O aumento das interpretações historiográficas que utilizavam o modelo epistemológico centro e periferia tem sido visto como problemático pelo assumido caráter eurocêntrico e etnocêntrico no que diz respeito às diversas representações dos passados históricos, memórias e tradições culturais dos espaços da periferia. Esse tipo de abordagem  caracterizou a experiência moderna da História, principalmente ao oferecer aportes para a definição da categoria do outro periférico por historiadores situados em países considerados de centro.
Alguns historiadores brasileiros, ao tecerem críticas ao modelo centro e periferia, demonstram que as bases epistemológicas destas categorias procederam da ideologia de dominação europeia. Os autores alertam para os cuidados relacionados à profundidade das interações e formas de hegemonia cultural que devem ser levadas em consideração ao tratar destas interações modernas entre centro e periferia. Assim, ao trabalhar com as relações entre estas duas categorias, é importante considerá-las a partir de um conjunto de trocas e atuações recíprocas - e não unilaterais - as quais conduzem estruturas de poder transnacionais. A partir da análise deste inconstante espaço de câmbios culturais e relações de poder, estas interações se tornam um dos princípios para se pensar uma história da historiografia global.

### Decolonialismo e pós-colonialismo
A teoria pós-colonial teve início principalmente no período imediatamente depois da Segunda Guerra Mundial,a partir dos debates travados acerca da descolonização das antigas colônias europeias da Ásia e da África. O pós-colonialismo busca a desconstrução das narrativas coloniais, a realização da crítica ao eurocentrismo e a reivindicação das narrativas históricas produzidas pelos subalternos. Procura também desenvolver uma releitura da colonização, descentralizando a historiografia nacionalista a partir de uma perspectiva diaspórica e global.
A perspectiva pós-colonial surgiu em centros de estudo culturais e antropológicos de universidades inglesas e, posteriormente, estadunidenses, principal motivo que caracterizou-a como uma área de estudos pertencente sobretudo ao mundo anglófono. Derivações dos estudos pós-coloniais também aconteceram na Índia, principalmente através dos Estudos subalternos, liderados pelo intelectual Ranajit Guha, na década de 1980. Os principais intelectuais a estabelecerem e a desenvolverem o campo das teorias pós-coloniais foram Stuart Hall, Edward Said, Homi Bhabha e Gayatri Spivak . Mesmo que abordassem uma teoria pós-colonial, estes pesquisadores não enfatizaram a America Latina em seus estudos, motivo este que gerou algumas críticas ao movimento.
É também a partir desta crítica que surge em 1990 na América Latina, o Grupo Modernidade/Colonialidade, sob a intenção de remodelação teórico-metodológica dos estudos pós-coloniais, ao reestruturá-los a partir da perspectiva do chamado giro decolonial. Os estudos decoloniais tiveram influências da teoria de sistema-mundo de Immanuel Wallerstein, adaptadas por Aníbal Quijano, como a colonialidade do poder, pensando em um sistema mundo moderno/colonial. A teoria decolonial defende que tanto a modernidade quanto a própria Europa foram construídas através do sistema colonial de poder, sustentado pela noção de raça e racismo . 
Diferenças entre as teorias pós-coloniais e as decoloniais podem ser percebidas no que diz respeito ao conceito de modernidade. Os estudos decoloniais percebem as primeiras expressões da modernidade no século  XVI, a partir dos colonialismo espanhol e português na América Latina. Estas expressões inferiorizaram, classificaram e subalternizaram os povos indígenas e africanos, por exemplo. O pós-colonialismo, por sua vez, considera o surgimento da modernidade somente a partir do século  XVIII, atribuindo para si o caráter do discurso europeu ao lidar com este conceito.

### Estudos subalternos
Os chamados Estudos subalternos iniciaram na década de 1980 a partir da iniciativa de um grupo de historiadores liderados por Ranajit Guha, após encontros e discussões no Centro de Estudos de Ciências Sociais de Calcutá (CSSC), na década de 1970. Determinados em produzir estudos capazes de renovar a teoria da história social e política indiana que vinha sendo desdobrada até o momento, os Estudos subalternos foram desenvolvidos a partir das reflexões de Antonio Gramsci, mas também levando em conta o pensamento marxista como um todo. Buscando escrever uma história sob a perspectiva que se associou ao pós-colonialismo, foram capazes de mudar paradigmas e epistemologias, introduzindo pensamentos acerca do colonialismo a partir de uma perspectiva global, priorizando as discussões acerca dos conceitos de hegemonia, cultura e subalternidade. A princípio, os pesquisadores dos Estudos subalternos almejavam tratar da historiografia indiana moderna, porém, decorrente de seu grande alcance nos debates da época, conquistaram outros espaços e ultrapassaram os primeiros limites estabelecidos e criaram aportes teóricos que viriam a ser usados na história global. Os pesquisadores desse grupo consolidaram uma área que critica, sobretudo, a História e o nacionalismo, o orientalismo e o eurocentrismo, impulsionados pela insatisfação com a historiografia indiana que era produzida até o momento, herdada do caráter positivista e liberal da historiografia inglesa.

### Eurocentrismo
Uma das principais propostas da história global é desviar-se do eurocentrism, que marcou a disciplina História ao longo dos séculos e acabou por excluir ou secundarizar diversas tradições culturais e seus passados históricos. O eurocentrismo é um paradigma que classifica a Europa como o centro econômico, cultural, político e social do mundo, enaltecendo a influência e importância de sua história em detrimento de outras. Também, ao cristalizar-se no imaginário social, o eurocentrismo fortalece a ideia de que as nações europeias ocidentais são, sob a ótica do capitalismo como sistema-mundo, um modelo exemplar de progresso e desenvolvimento econômico, traçando discursos pautados na inferiorização do outro.
Por muito tempo o caráter eurocêntrico definiu o pensamento europeu ocidental, estando presente na filosofia, teoria social e também na historiografia. As discussões e contribuições acerca da crítica ao eurocentrismo iniciaram por volta das décadas de 1950 e 1960, se consolidando fortemente no debate acadêmico principalmente através do livro Orientalismo, de Edward Said. Dentre as diferentes formas de definir o eurocentrismo, Said caracteriza-o como um discurso, uma ideologia ou um paradigma definido por um etnocentrismo singular. De qualquer maneira, o eurocentrismo pode ser entendido enquanto uma sensação de superioridade europeia no âmbito sócio-econômico, cultural, religioso e racial.

## Reescrevendo histórias

### África
A historiografia africana desenvolveu, ao longo das últimas décadas, diversos movimentos de reestruturação no que diz respeito à seus elementos teóricos, políticos e metodológicos. Esta historiografia foi marcada por diferentes momentos, principalmente no século  XX, iniciados sobretudo sob a tentativa de superação de uma história pautada no eurocentrismo. O pensamento filosófico ocidental dos séculos XVIII e XIX, de autores como Voltaire, Hegel e Kant, por exemplo, dificultou produções historiográficas do e sobre o continente africano, sobretudo porque deram suporte à ideia de que este continente e seus povos não possuíam história a ser contada. Esta afirmação foi justificada pelo argumento de que não seria possível ver na África um progresso social e nem a presença de movimentos históricos, pautados nas concepções europeias sobre ambos. Também frisava-se a suposta falta de fontes escritas para a construção do passado histórico africano. Esta mesma filosofia ocidental também deu suporte à criação do conceito de historicismo, que introduziu a noção de que uma determinada sociedade, povo e cultura, só podem ser completamente entendidos se estudados a partir de seus fatores internos. A utilização do entendimento sobre o mundo historicista auxiliou futuramente no distanciamento gradual dos conceitos eurocêntricos na produção historiográfica da e sobre a África.
A historiografia africana do século  XX, principalmente a partir do período pós-guerra, passou por uma série de renovações críticas e teórico-metodológicas, quebrando aos poucos com a noção de história tradicional e impulsionando o desenvolvimento de estudos em história da África. Em meados do século  XX, ocorre no continente diversos movimentos de independência das inúmeras colônias africanas com relação à Europa, resultante na chamada descolonização da história em que definharam as bases ideológicas das novas nações em emergência. Cheikh Anta Diop foi um importante historiador africano desde período, que defendeu ideias relacionadas ao afrocentrismo, perspectiva que pretende descentralizar o saber e a escrita histórica da Europa.
A História como disciplina no continente africano, no século XX, ainda dependia de instituições acadêmicas provenientes de países europeus e norte-americanos, sobretudo. Aos poucos, começaram a ser criadas universidades em diversos países africanos como por exemplo a Universidade de Dakar no Senegal, a Universidade de Lovanium, na República Democrática do Congo e a Universidade de Nairóbi no Quênia, as quais tinham como foco a produção de estudos acerca do continente africano. É nas décadas de 1960 e 1970 que, ao mesmo tempo em que se consolidou a utilização da chamada história oral, fortaleceu dentro e fora do continente o sentimento pan-africanista, que influenciou a historiografia africana e mundial da época, pautado na ideia de união cultural, social e política da Africa.

### Américas
A História das Américas se tornou um tema de bastante interesse e curiosidade para a historiografia europeia desde os século  XVI, sendo pensada em uma teia de integrações entre a América e a Eurásia e a África. No século  XIX, em meio às consolidações dos nacionalismos europeus e das histórias marcadamente nacionalistas, viu-se a necessidade dos países deste continente em delinear uma identidade nacional para si, feita também através da alteridade com relação à América. Assim, para definir-se, a Europa definiu antes o outro, delineando a identidade americana. Dessa forma, a historiografia sobre a América contribuiu para caracterizá-la como o primeiro espaço tempo pertencente ao novo sistema de poder mundial inserido no mundo moderno. É desta forma também que fortaleceu a formulação do conceito eurocêntrico do conhecimento, assim como a naturalização das relações de dominação europeia advindas do colonialismo, delineando relações de poder baseadas em grupos europeus e não-europeus.
A respeito dos conceitos historiográficos da América, no século  XIX, Joaquim Nabuco foi um dos historiadores a considerar que não haveria na história deste continente a concepção de história universal. Porém, já era consenso entre os historiadores que a história do continente americano deveria ser pensada para além de suas fronteiras. As tradições historiográficas da América possibilitaram um pensamento a respeito da atual história global, levando ao seu estabelecimento, principalmente por possuírem diversos exemplos passados que podem ser consideradas como exercícios do que viria a ser chamado de história global.

### Índia
No século  XIX, ao escrever A razão na história, o filósofo alemão Hegel propôs a noção de que a Índia seria um lugar desprovido de história, não se enquadrando no processo de desenvolvimento defendido por sua filosofia da história. Esta afirmação gerou algumas discussões historiográficas no espaço acadêmico europeu, como os consentimentos dos historiadores Thomas Macaulay e James Mill, ao defenderem que o povo indiano não teria aportes para escrever sua história. No século posterior, esta noção ainda deixava resquícios importantes. Edward Thompson, em 1926, continuava a destacar a incapacidade dos indianos em apresentar um senso crítico, sendo considerados por ele impossibilitados de dominar o ofício histórico. Em contrapartida ao pensamento hegeliano, o filósofo Antonio Gramsci defendia que não havia povos sem história, mas sim povos que se localizaram às margens dela. No século XXI, o historiador indiano Sanjay Seth vem destacando as diversas formas nas quais diferentes culturas assinalaram e se reconectaram com seu passado, não só através da tradição ocidental de escrita da história. O autor enfatiza a importância dos mitos, lendas e épicos religiosos, que marcaram as tradições de relação com o passado de diferentes espaços sócio-culturais. Seth afirma que os espaços globais tiveram seus passados negligenciados pelas tradições historiográficas do ocidente, as quais, ao escrever uma história universal ou mundial, não foram capazes de codificar passados não-ocidentais.
A Índia esteve sob domínio colonial britânico até 1947, momento em que conquistou sua independência. No campo historiográfico, a Índia desenvolveu neste período a chamada história moderna indiana, presente também nos espaços acadêmicos ingleses, estadunidense e australianos. Mesmo após a independência, a população indiana sofreu com diversos problemas sociais, políticos e econômicos, relacionados com a desigualdade e com guerras internas, por exemplo. Em meio a um contexto de insatisfação com a nova República Indiana - a qual se encontrava no poder desde a independência - é desencadeado no fim da década de 1960 a revolta camponesa de Naxalbari contra os proprietários de terras, que se ampliou ao se espalhar para outras zonas rurais e urbanas. Essa insurgência tem sua relevância nos desenvolvimentos da historiografia indiana o projeto Estudos subalternos foi desenvolvido a partir de seus desdobramentos políticos e teóricos.

### Artigos Científicos
- Barbosa, Muryatan (2008). «Eurocentrismo, História e História da África». Revista de História da África e de Estudos da Diáspora Africana (em inglês) (1): 63-46

- Barros, José D'Assunção (2007). «História Comparada: Um novo modo de ver e fazer a História. Revista de História comparada». Revista de História Comparada. 1 (1): 1-30[ligação inativa]

- Balestrin, Luciana (2013). «America Latina e o Giro Decolonial» (PDF). Revista Brasileira Ciência Política (11): 89-117

- Bernardino-Costa, Joaze; Grosfoguel, Ramón (2016). «Decolonialidade e perspectiva negra». Sociedade e Estado. 31 (1): 15-24

- Bertrand, Romain (2013). «Historia global, historias conectadas: ¿un giro historiográfico?» (PDF). Prohistoria (em espanhol) (24): 44-66

- Carvalho, Maria Helena Meira; Prates, Thiago Henrique Oliveira (2016). «Para além das fronteiras: histórias transnacionais, conectadas, cruzadas e comparadas». Temporalidades – Revista de História. 8 (2): 4-21

- Davis, Natalie (2011). «Decentering History: local stories and cultural crossings in a global world». Hystory and theory (em inglês) (50): 188-202

- Dos Santos, João Júlio Gomes Junior; Sochaczewski, Monique (2017). «História global: um empreendimento intelectual em curso.». Tempo. 23 (3): 483-502

- Iggers, Georg (2010). «Desafios do século XXI à histo- riografia». História da Historiografia (4): 105-124

- Ficker, Sandra Kuntz (2014). «Mundial, transnacional, global: un ejercicio de clarificación conceptual de los estudios globales.». Nuevo Mundo Mundos Nuevos

- Góes, Camila (2017). «Dilemas Da Tradução Do Marxismo Na Periferia: Antonio Gramsci E Os Fundamentos Dos Subaltern Studies» (PDF). Lua Nova: Revista de Cultura e Política (102): 299-351

- Gruzinsky, Serge (2001). «Os mundos misturados da monarquia católica e outras connected histories» (PDF). Topoi (Rio de Janeiro). 2 (2): 175-195

- Hartog, François (2013). «Experiência do tempo: da história universal à história global». História, Histórias. 1 (1): 164-179

- Junior, Antônio Manoel; Lima, Marcos; Almeida, Carolina Soccio (2015). «Provincializar a Europa: a proposta epistemológica de Dipesh Chakrabarty». Revista brasileira de História e Ciências Sociais. 7 (3): 61-79

- Lazaro, Fabio Lopez (2018). «Journal of World History»

- Marquese, Rafael; Pimenta, João Paulo (2015). «Tradições de História Global na América Latina e no Caribe». História da Historiografia (17): 30-49

- Raskin, Henrique (2017). «Do pensamento à história mundial: heterodeterminação na filosofia Hegeliana». Aufklarung. 4 (1): 173-184

- Santos, Pedro; Nicodemo, Thiago; Pereira, Mateus (2017). «Historiografias Periféricas em Perspectiva Global ou Transnacional: Eurocentrismo em Questão». Estudos Históricos. 30 (60): 161-186

- Seth, Sanjay (2013). «Razão ou raciocínio? Clio ou shiva?». História da Historiografia (11): 173-189

- Subrahmanyam, Sanjay (2017). «Em busca das origens da história global». Estudos Históricos. 30 (11): 219-240

- Subrahmanyam, Sanjay (1997). «Connected Histories: Notes towards a Reconfiguration of Early Modern Eurasia». Modern Asian Studies (em inglês). 31 (1): 735-762

### Teses e Dissertações
- Cunha, Jaeder Fernandes (2011). Economia-Mundo e a escrita estrutural da História. Um estudo de Fernand Braudel. Tese de Doutorado. Universidade de São Paulo, USP.
- Calvo, Lucas Moreira (2016). Histórias conectadas no ensino de História: tecendo conexões entre o Norte da África e a Península Ibérica no período da expansão islâmica (VII - IX) (PDF) (Dissertação de Mestrado). Rio de Janeiro: Universidade Federal do Rio de Janeiro.

### Livros e Capítulos de Livro
- Aguirre, Rojas (2003). Braudel, o mundo e o Brasil. São Paulo: Cortez Editor. ISBN 8524909803
- Armitage, David (2007). The declaration of independence: A global history. Cambridge, Massachussetts: Harvard University Press. ISBN 9780674030329
- Berg, Maxine (2013). Writing the History of the Global: Challenges for the 21st Century. [S.l.: s.n.] ISBN 9780197265321
- Braudel, Fernand (1995). The Mediterranean and the Mediterranean world in the age of Philip II. California: University of California Press. ISBN 9780520203082
- Cicero, Marcus Tullius; Piderit, Karl Wilhelm (1886). De Oratore. [S.l.]: BG Teubner. ISBN 1853996319
- Conrad, Sebastian (2016). What is Global History?. Pincenton: Princeton University Press. ISBN 9780691178196
- Curtis, Kenneth; Bentley, Jerry (2016). Architects of world history: researching the global past. Pincenton: Princeton University Press. ISBN 9781118294840
- DuBois, William Edward Burghardt (2017). Dusk of Dawn: An Essay Toward an Autobiography of Race Concept. Abingdon: Routledge. ISBN 9781138522480
- Dussel, Enrique (1993). 1492: o encobrimento do outro. Petrópolis: Vozes. ISBN 9781118294840
- Thompson, Edward (1926). The other side of the medal. New York: Brace and Company. ISBN 0837159792
- Hartog, François (2001). Evidência da História: o que os historiadores vee. São Paulo: Autêntica. ISBN 9788575265840
- Hegel, Georg Wilhelm Friedrich (1980). Lectures on the philosophy of world history. Cambridge: Cambridge University Press. ISBN 9780521281454
- Hegel, Georg Wilhelm Friedrich (2004). The philosophy of history. Massachussetts: Courier Corporation. ISBN 9780486201122
- Fazio, Hugo Vengoa (2007). El mundo global: una historia. Cambridge, Massachussetts: Harvard University Press. ISBN 9789586959285
- Iggers, Georg (2013). A Global History of Modern Historiography. Londres: Routledge. ISBN 9780582096066
- Iriye, Akira (2013). Global and Transnational History: The Past, Present and the Future. Basingstoke: Palgrave Macmillan. ISBN 9781349452941
- James, Cyril Lionel Robert (1938). The Black Jaccobins. New York: Vintage. ISBN 9780679724674
- Jo, Guldi; Armitage, David (2014). The History Manifesto. [S.l.: s.n.] ISBN 9781107432437
- Manning, Patrick (2003). World History: Historians Create a Global Past. Nova Iorque: Palgrave Macmillan US. ISBN 9781403961174
- Mazlish, Bruce; Buultjens, Ralph (1993). Conceptualizing Global History. Boulder: Westview Press. ISBN 9780813316833
- McNeill, William (1992). The rise of the West: A history of the human community. Chicago: University of Chicago Press. ISBN 9780226561417
- Lima, Luis Correa (2009). Fernand Braudel e o Brasil: vivência e brasilianismo (1935- 1945). São Paulo: Edusp. ISBN 9788531411571
- Quijano, Anibal (2000). Colonialidad del poder, eurocentrismo y AméricaLatina. Buenos Aires: CLACSO, Consejo Latinoamericano de Ciencias Sociales
- Rodrigues, Octavio (1981). Teoria do subdesenvolvimento da CEPAL. Rio de Janeiro: Forense-Universitária
- Said, Edward (1999). Orientalismo. Milão: Feltrinelli Editore. ISBN 9788535910452
- Sebastiani, Breno Battistin (2016). Políbio: história pragmática, livros I a V. São Paulo: Perspectiva: Fapesp. ISBN 9788527310710
- Stuurman, Siep (2013). Common humanity and cultural difference on the sedentary-nomadic frontier: Herodotus, Sima Qian and Ibn. Khaldun. Nova Iorque: Columbia University Press
- Thomson, David (1974). Historia mundial desde 1914 hasta 1968. [S.l.: s.n.] ISBN 9789681601805
- Wallerstein, Immanuel (2011). The modern world-system I: Capitalist agriculture and the origins of the European world-economy in the sixteenth century. Berkeley: University of California Press. ISBN 9780520948570
- Williams, Eric (1944). Capitalism and Slavery. Chapel Hill: University of North Carolina. ISBN 9780807844885
- Young, Robert (1990). White mythologies: writing history and the West. Nova Iorque: Routledge. ISBN 9780415311809

### Páginas da Web
- Anheim, É.; Lilti, A.; Sawyer, S. (2017). «Parcours historiographie: les Annales et l'histoire à l'échelle mondiale». Cópia arquivada em 10 de agosto de 2018
- Darnton, Robert (2017). «Apresentação». Cópia arquivada em 24 de março de 2018
- Network, of global and World History Organisation (2008). «Home»
- Red, Historia Global (2013). «Coloquio Internacional Latinoamérica y la Historia Global». Cópia arquivada em 10 de agosto de 2018
- UFSC, Programa de Pós Graduação em História (2018). «Apresentação». Cópia arquivada em 10 de agosto de 2018